# Malesco
Malesco is een gemeente in de Italiaanse provincie Verbano-Cusio-Ossola (regio Piëmont) en telt 1478 inwoners (31-12-2004). De oppervlakte bedraagt 43,2 km², de bevolkingsdichtheid is 34 inwoners per km².

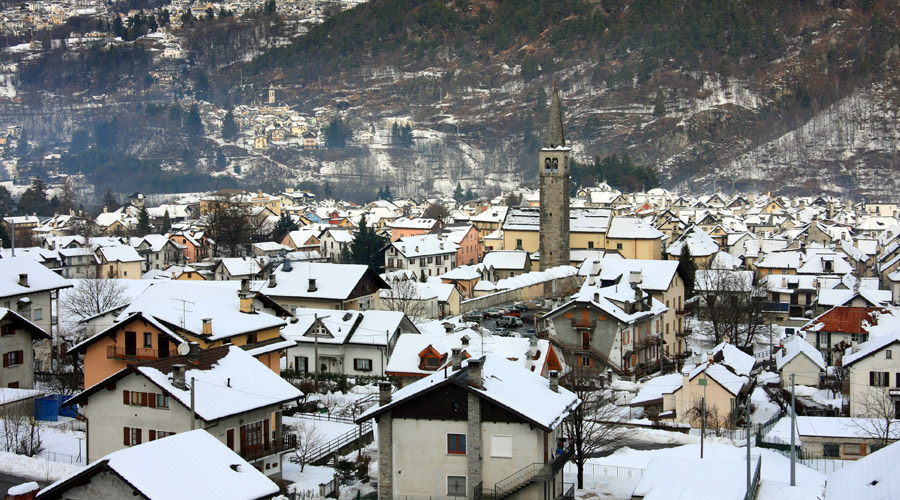
Uitzicht over Malesco in de winter
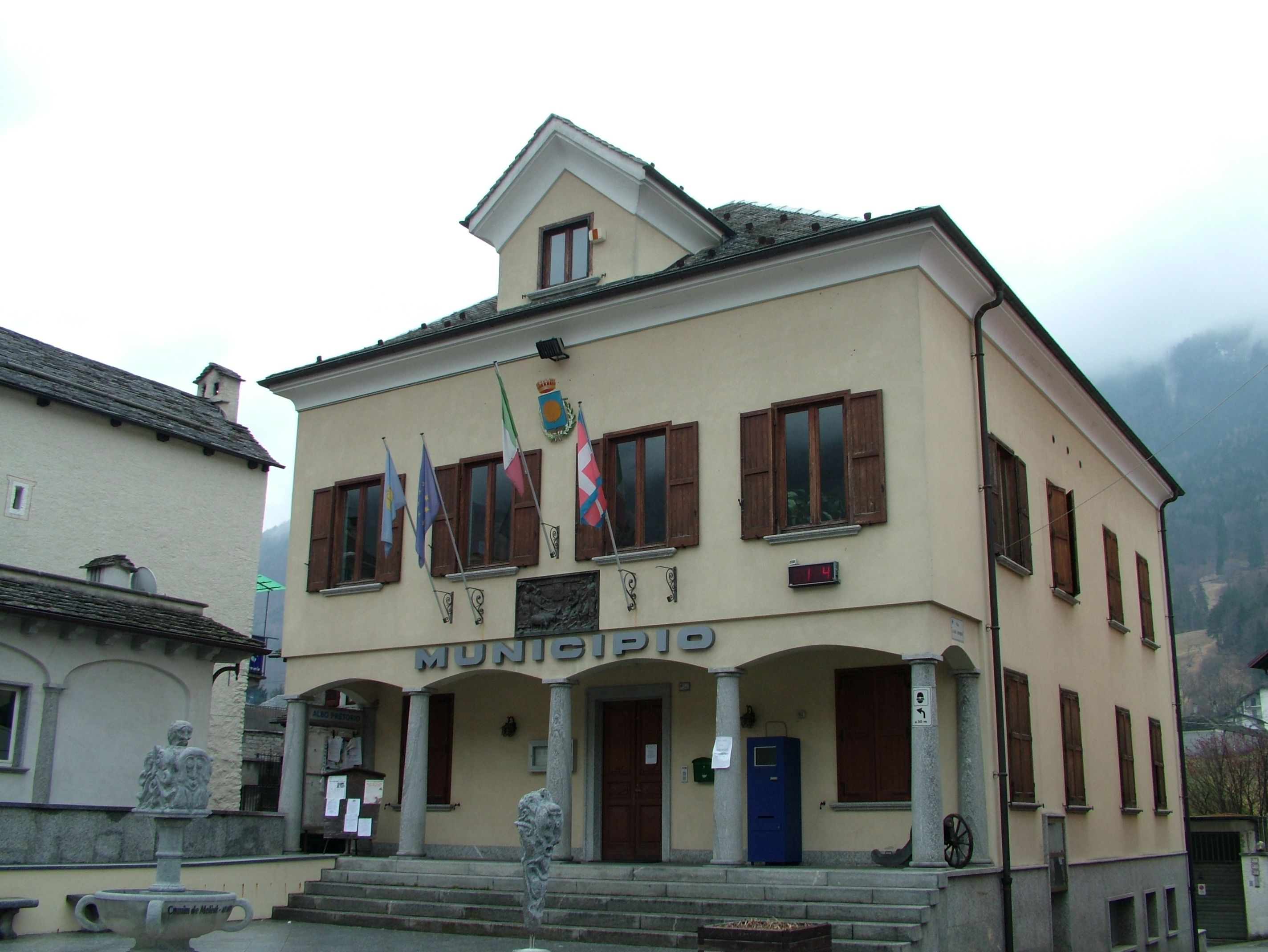
Gemeentehuis
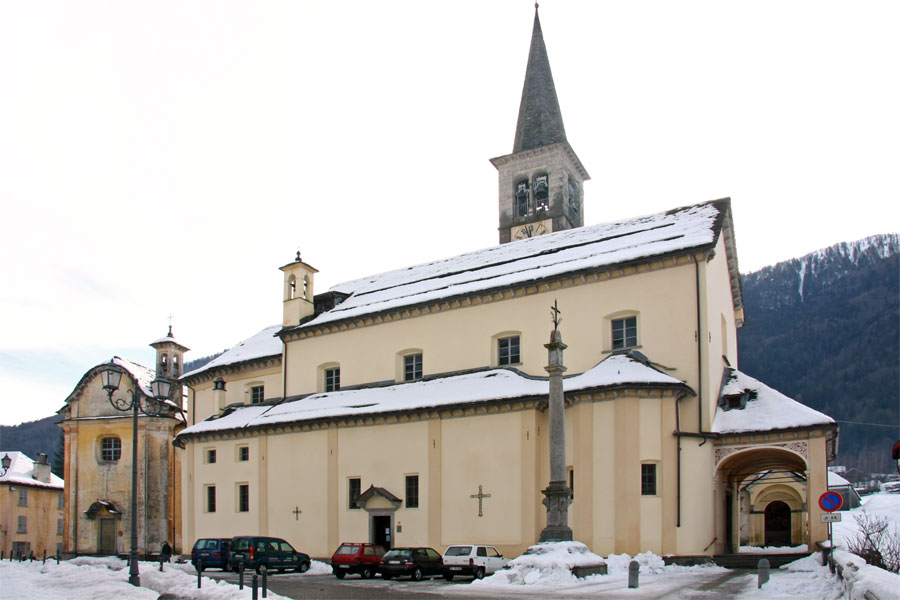
Parochiekerk van Malesco
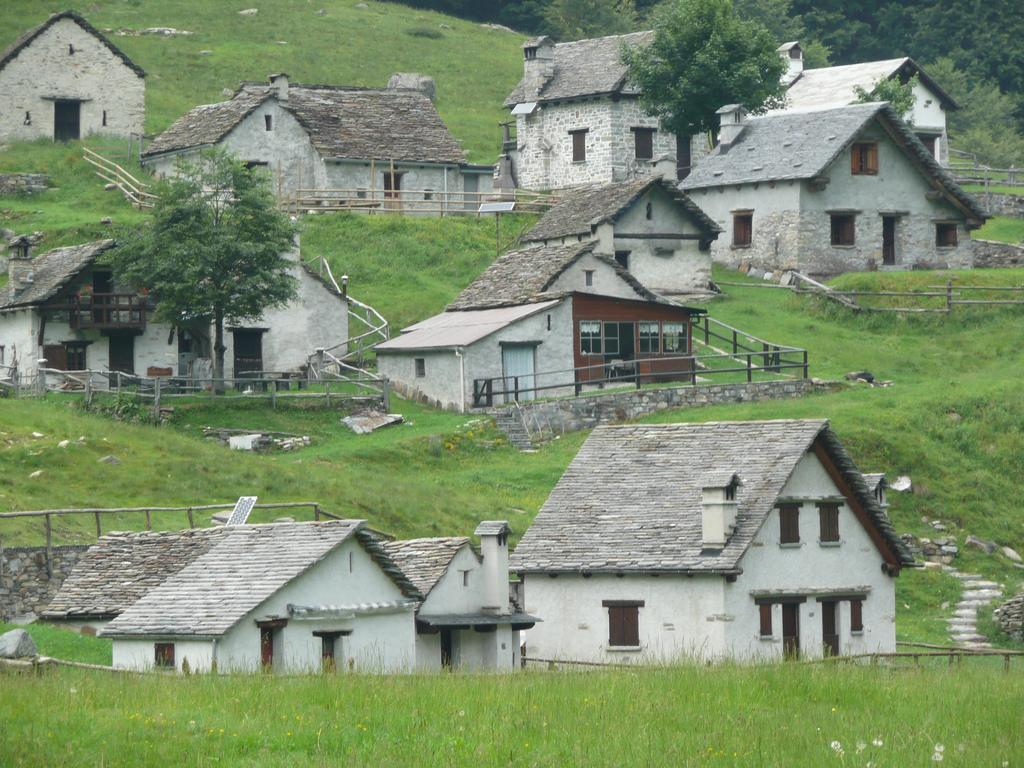
Malesco

## Demografie
Malesco telt ongeveer 649 huishoudens. Het aantal inwoners daalde in de periode 1991-2001 met 1,5% volgens cijfers uit de tienjaarlijkse volkstellingen van ISTAT.
| Jaar | Inwoneraantal |
| ---- | ------------- |
| 1991 | 1495          |
| 2001 | 1473          |

## Geografie
Malesco grenst aan de volgende gemeenten: Cossogno, Craveggia, Cursolo-Orasso, Re, Santa Maria Maggiore, Trontano, Villette.